# Équipe cycliste Gewiss-Ballan
L'équipe cycliste Gewiss-Ballan est une équipe cycliste professionnelle italienne, présente dans le peloton dans les années 1990. Créée en 1993 sous le nom de Mecair-Ballan, elle est renommée Gewiss-Ballan, puis Gewiss-Playbus, avant de courir une dernière saison en 1997 sous le nom de Batik-Del Monte.
En cinq ans d'activité professionnelle, l'équipe a remporté plusieurs victoires notables. En 1994, elle réalise sa meilleure année, avec le succès d'Evgueni Berzin sur le Tour d'Italie et les victoires sur Milan-San Remo, Liège-Bastogne-Liège et le Tour de Lombardie, soit trois des cinq classiques « Monuments ».
Cependant, l'ombre du dopage pèse lourdement sur les nombreuses victoires de l'équipe, en particulier la prise d'érythropoïétine, une hormone régulant la production de globules rouges, ainsi que l'augmentation conséquente et suspecte des valeurs d'hématocrite dans le sang des coureurs à l'approche des courses.
Elle ne doit pas être confondue avec l'équipe Gewiss-Bianchi, active entre 1973 et 1989.

## Histoire

### 1993: Mecair-Ballan
En 1993, l'ancien coureur Emanuele Bombini monte une nouvelle équipe : Mecair-Ballan. Ses deux principaux sponsors sont les sociétés italiennes Mecair et Ballan. La première année, l'équipe est composée principalement de cyclistes italiens, avec des coureurs établis comme Moreno Argentin et des jeunes prometteurs comme Nicola Minali. Ils sont accompagnés par des coureurs de l'ex- Union soviétique entraînés par Alexander Kuznetsov et installés en Italie, tels que le letton Piotr Ugrumov et les jeunes Russes Evgueni Berzin et Vladislav Bobrik.
Lors de cette saison, Piotr Ugrumov termine deuxième du Tour d'Italie, où il remporte également une étape. Moreno Argentin gagne deux étapes, en plus de porter le maillot rose de leader pendant les dix premiers jours. Ugrumov s'adjuge également le général de la Bicyclette basque et Alberto Volpi gagne la Wincanton Classic, une épreuve de la Coupe du monde.

### 1994-1995: Gewiss-Ballan

#### 1994: une saison en démonstration
L'année suivante, en 1994, le sponsor change, et l'équipe devient Gewiss-Ballan. Gewiss est une société italienne d'ingénierie électrique. Cette même année, l'équipe profite de la disparition d'Ariostea menée par Giancarlo Ferretti pour se renforcer avec des coureurs comme Bjarne Riis, Giorgio Furlan et Guido Bontempi, ainsi qu'un médecin dont la réputation deviendra rapidement sulfureuse : Michele Ferrari.
L'équipe réalise une année extraordinaire sur le plan des résultats. Furlan gagne Tirreno-Adriatico et Milan-San Remo, tandis que le "jusqu'ici inconnu" Berzin remporte Liège-Bastogne-Liège. Mais surtout, à la Flèche wallonne, le podium est 100 % Gewiss : Argentin, Furlan et Berzin. Le lendemain, le docteur Ferrari reconnaît utiliser l'EPO pour la préparation de son équipe (sa comparaison entre cette substance dopante et du jus d'orange restera célèbre). Quelques semaines plus tard, Berzin remporte le Tour d'Italie devant un certain Miguel Indurain.
En juillet, le vétéran Piotr Ugrumov se classe deuxième du Tour de France derrière Indurain (vainqueur de son quatrième tour) et devant Pantani. La saison se termine avec le succès de Vladislav Bobrik sur le Tour de Lombardie.

#### Le contrat de Berzin

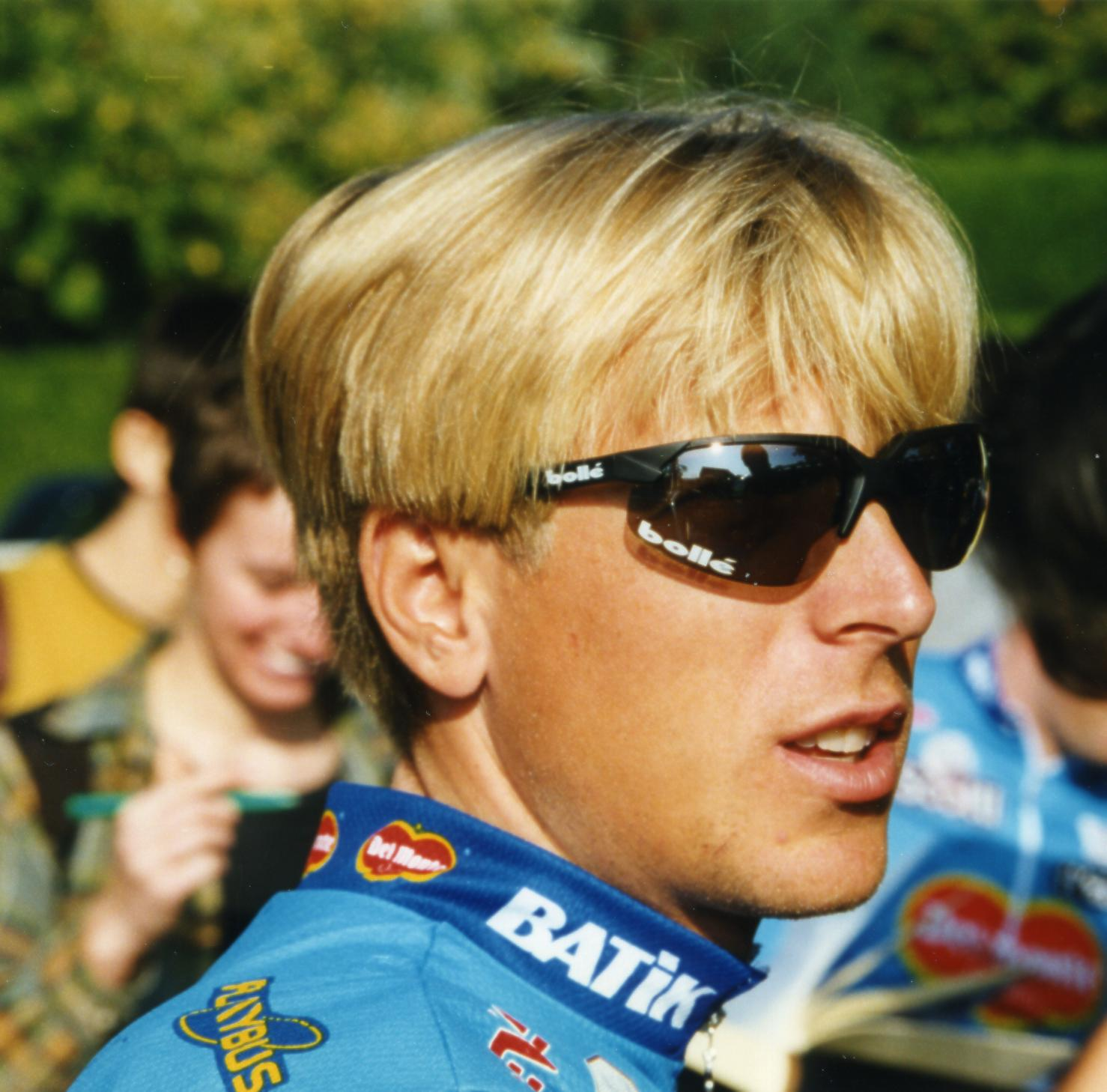
Berzin lors de Paris-Tours 1997.

En avril, Evgueni Berzin signe un nouveau contrat pour prolonger avec l'équipe Gewiss. Mais après avoir remporté le Giro, il demande une augmentation significative de ses émoluments, ce que les dirigeants de l'équipe refusent. Dans cette situation, Berzin montre sa volonté de changer d'équipe pour la saison suivante, ce qui amène son avocat à porter plainte contre l'équipe afin qu'elle le libère. Berzin refuse de courir sur différentes courses et aucun représentant de l'équipe ne se déplace lors de l'hommage rendu au Russe pour avoir remporté le Giro. Berzin signe un autre contrat avec Polti et assure à la presse que Gewiss et Polti sont parvenus à un accord devant le tribunal, tenant ainsi le changement d'équipe pour acquis. Cependant, un tel accord n'ayant pas été conclu, le 1er décembre, le Collège d'arbitrage italien donne raison à Gewiss, validant le contrat original signé en avril et annulant le contrat avec Polti. En raison de cela, et après des mois d'incertitude, Berzin reste chez Gewiss, dans un climat rendu difficile.

#### 1995: podiums sur le Giro et le Tour
Sur le Tour d'Italie, Evgueni Berzin et Piotr Ugrumov se classent respectivement deuxième et troisième, juste derrière le vainqueur du maillot rose Tony Rominger. La course est marquée par la confrontation entre Berzin et Ugrumov pour la victoire finale, duel qui a fini par favoriser leur rival Rominger.
Lors du Tour de France, Bjarne Riis termine troisième au classement général, dans une édition où Miguel Indurain remporte sa cinquième (et finalement dernière) victoire consécutive. L'équipe Gewiss remporte le contre-la-montre par équipes du Tour à 54,943 km/h de moyenne, tandis que Riis porte pendant une étape le maillot jaune de leader du général. Le sprinteur Nicola Minali gagne trois étapes du Tour d'Espagne et Paris-Tours.
Ugrumov et Riis quittent l'équipe à la fin de la saison et signent respectivement pour Roslotto-ZG Mobili et Deutsche Telekom.

### Diminution des résultats, disparition et épilogue

#### 1996: succès en baisse
En 1996, l'équipe change de nom et devient Gewiss-Playbus. En avril, Stefano Zanini remporte l'Amstel Gold Race.
Au Tour d'Italie, son leader Evgueni Berzin ne réalise pas les performances des années précédentes, terminant dixième au général, à plus de quatorze minutes du maillot rose, son compatriote Pavel Tonkov. Le grimpeur italien Ivan Gotti termine cinquième. La formation a cependant obtenu deux victoires d'étape, toutes deux au cours de la dernière semaine de course : Berzin a remporté à Marostica le seul contre-la-montre de la course après avoir battu Abraham Olano d'une seconde, tandis que deux jours plus tard, Gotti remporte l'avant-dernière étape à Aprica après l'ascension du Mortirolo. Celui-si rejoint Saeco pour la saison suivante. Lors du Tour d'Espagne, Nicola Minali gagne quatre nouvelles étapes et remporte pour la deuxième fois Paris-Tours.
C'est aussi la saison dernière de Gewiss en tant que sponsor. L'entreprise a ensuite sponsorisé d'autres équipes cyclistes, soit sur route en amateur soit en VTT.

#### 1997: dernière saison sous le nom de Batik-Del Monte
En 1997, l'équipe, toujours dirigée par Emanuele Bombini, change de sponsor et devient Batik-Del Monte, après l'arrivée du fabricant de boissons gazeuses Batik en tant que nouveau sponsor principal.
Cette saison, difficile, est marquée par les deux succès d'étape de Nicola Minali sur le Tour de France. En octobre, Berzin échoue au vélodrome de Bordeaux dans sa tentative de record de l'heure détenu par Chris Boardman. 
L'équipe disparait à la fin de la saison, et ses managers ont commencé de nouveaux projets pour 1998. Emanuele Bombini, le manager général de la structure, rejoint l'équipe Riso Scotti-MG Boys Maglificio avec cinq coureurs de Batik-Del Monte. Un des directeurs sportifs, Flavio Miozzo, créé l'équipe Ballan, qui deviendra plus tard Alessio.

## Dopage

### La culture du dopage
L'équipe est restée celèbre en raison du dopage systématique qui s'est produit en son sein. Le médecin de l'équipe, Michele Ferrari, était assistant du professeur Francesco Conconi à l'Institut biomédical de l'Université de Ferrare en Italie. Conconi et ses assistants auraient introduit l'érythropoïétine ou EPO dans le cyclisme.
Le 11 janvier 1999, Danmarks Radio diffuse The Price of Silence au Danemark, la première partie d'un reportage en trois volets qui détaille le dopage des équipes ONCE et Gewiss. Le programme accuse cette dernière d'avoir utilisé de l'EPO en 1995. Les journalistes étaient entrés en possession de documents contenant les hématocrites des coureurs de l'équipe qui montrent de grandes fluctuations, indiquant du dopage. Ces chiffres sont publiés ultérieurement dans le journal L'Équipe. De plus, le documentaire raconte comment pendant le Tour du Danemark le 4 août 1995, des journalistes ont recherché des produits dopants dans une chambre d'hôtel où le soigneur de Gewiss Paolo Ganzerli avait dormi la nuit précédente. Six coureurs de l'équipe étaient également restés à l'hôtel cette nuit du 3 août 1995. Les journalistes ont trouvé un sac Gewiss rempli de 12 aiguilles usagées et ensanglantées, une ampoule qui selon son étiquette contenait du Recomon 5000 (EPO) et trois ampoules blanches dont les tests ultérieurs ont révélé contenir de l'EPO.
D'autres révélations sur le dopage systématique au sein de l'équipe sont publiées dans le journal italien La Repubblica et dans le journal sportif français L'Équipe en 1999. Elles sont basées sur des articles publiés par le journaliste Eugenio Capodacqua du quotidien italien La Repubblica. Capodacqua a publié les valeurs sanguines (hématocrite) des coureurs de Gewiss et les résultats d'une enquête sur l'équipe et son médecin Michele Ferrari. Le 12 mars 1999, L'Équipe publie un tableau des hématocrite des coureurs Gewiss en décembre 1994 et mai 1995. C'était avant que l'UCI fixe la limite d'hématocrite à 50% pour prendre le départ d'une course et qui est entrée en vigueur en 1997. Ainsi Bjarne Riis est passé de 41,1 à 56,3, Gotti de 40,7 à 57 et Berzin de 41,7 à 53. Ugrumov avait le plus haut niveau avec 60%. Riis a immédiatement nié la validité des chiffres. L'hématocrite de Riis de 41,1% dans un test effectué le 14 janvier 1995 était une valeur normale pour un homme adulte tandis que six mois plus tard, le 10 juillet 1995, plusieurs jours après que Riis a porté le maillot jaune en tant que leader du classement général pour la première fois au Tour de France, son niveau était de 56,3%.
Un autre médecin de l'équipe, le Dr Gianni Mazzoni, a été dans une affaire distincte, accusé de promouvoir le dopage dans le sport.

### Variations de l'hématocrite de 1994 à 1995
Ci-dessous les variations publiées de l'hématocrite (en pourcentage) des coureurs de Gewiss en 1994 et 1995. À partir de 1997, l'UCI a fixé un seuil de tolérance de l'hématocrite à 50 %, au-delà, un coureur est interdit de compétition.
| Coureur                  | Hématocrite au 15 décembre 1994 (%) | Hématocrite au 24 mai 1995 (%) | Évolution |
| ------------------------ | ----------------------------------- | ------------------------------ | --------- |
| Vladislav Bobrik (RUS)   | 42.7                                | 53.0                           | 9.3       |
| Bruno Cenghialta (ITA)   | 37.2                                | 54.5                           | 17.3      |
| Francesco Frattini (ITA) | 46.0                                | 54.0                           | 8.0       |
| Giorgio Furlan (ITA)     | 38.8                                | 51.0                           | 12.2      |
| Nicola Minali (ITA)      | 41.7                                | 54.0                           | 12.3      |
| Piotr Ugrumov (LAT)      | 32.8                                | 60.0                           | 27.2      |
| Alberto Volpi (ITA)      | 38.5                                | 52.6                           | 14.1      |
| Evgeni Berzin (ITA)      | 41.7                                | 53.0                           | 11.3      |
| Bjarne Riis (DEN)        | 41.1                                | 56.3                           | 15.2      |

## Principaux coureurs
| - Moreno Argentin (1993-1994) - Evgueni Berzin (1993-1996) - Vladislav Bobrik (1993-1996) - Guido Bontempi (1994-1995) - Bruno Cenghialta (1994-1996) - Gabriele Colombo (1994-1996) - Giorgio Furlan (1994-1995) | - Ivan Gotti (1995-1996) - Andreas Kappes (1993) - Nicola Minali (1993-1996) - Bjarne Riis (1994-1995) - Piotr Ugrumov (1993-1996) - Stefano Zanini (1995-1996) |

## Palmarès et statistiques

### Principales victoires

#### Classiques
- Wincanton Classic :  Alberto Volpi (1993)
- Milan-San Remo : Giorgio Furlan (1994), Gabriele Colombo (1996)
- Liège-Bastogne-Liège : Evgueni Berzin (1994)
- Flèche wallonne : Moreno Argentin (1994)
- Coppa Bernocchi : Bruno Cenghialta (1994), Stefano Zanini (1995)
- Tour de Lombardie : Vladislav Bobrik (1994)
- Grand Prix de Francfort : Francesco Frattini (1995)
- Paris-Tours : Nicola Minali (1995 et 1996)
- Milan-Turin : Stefano Zanini (1995)
- Amstel Gold Race : Stefano Zanini (1996)

#### Courses par étapes
- Bicyclette basque : Piotr Ugrumov (1993)
- Tirreno-Adriatico : Giorgio Furlan (1994)
- Critérium International : Giorgio Furlan (1994)
- Semaine catalane : Francesco Frattini (1995)
- Tour du Danemark : Bjarne Riis (1995)
- Tour de Sardaigne : Gabriele Colombo (1996)
- Grand Prix Jornal de Noticias : Evgueni Berzin (1997)

#### Championnats nationaux
- Championnat du Danemark sur route : 1
  - Course en ligne : 1995 (Bjarne Riis)
- Championnat de Russie sur route : 1
  - Contre-la-montre : 1994 (Evgueni Berzin)

#### Grands tours
- Tour d'Italie
  - 5 participations (1993, 1994, 1995, 1996, 1997)
  - 11 victoires d'étapes :
    - 3 en 1993 : Moreno Argentin (2), Piotr Ugrumov
    - 4 en 1994 : Moreno Argentin, Evgueni Berzin (3)
    - 2 en 1995 : Nicola Minali, Evgueni Berzin
    - 2 en 1996 : Ivan Gotti, Evgueni Berzin

  - 1 victoire finale :
    - 1994 : Evgueni Berzin

  - 2 classements annexes :
    - Classement du meilleur jeune : 1994 (Evgueni Berzin)
    - Classement par équipes : 1995

- Tour de France
  - 4 participations (1994, 1995, 1996, 1997)
  - 8 victoires d'étapes :
    - 4 en 1994 : Nicola Minali, Bjarne Riis, Piotr Ugrumov (2)
    - 1 en 1995 : Contre-la-montre par équipes
    - 1 en 1996 : Evgueni Berzin
    - 2 en 1997 : Nicola Minali (2)

- Tour d'Espagne
  - 2 participations (1995, 1996)
  - 7 victoires d'étapes :
    - 3 en 1995 : Nicola Minali (3)
    - 4 en 1996 : Nicola Minali (4)

### Classements UCI
De 1995 à 1997, l'équipe est classée parmi les Groupes Sportifs I, la première catégorie des équipes cyclistes professionnelles. Les classements détaillés ci-dessous pour cette période sont ceux de la formation en fin de saison et de son meilleur coureur au classement individuel.
| Saison | Classement par équipes | Meilleur coureur au classement individuel |
| ------ | ---------------------- | ----------------------------------------- |
| 1995   | 4e                     | Evgueni Berzin (7e)                       |
| 1996   | 12e                    | Evgueni Berzin (29e)                      |
| 1997   | 26e                    | Nicola Minali (93e)                       |